# 布魯諾·熱內西奧
布魯諾·熱內西奧（法語：Bruno Génésio；1966年9月1日—），是一名法国退役足球运动员，司职中场，目前执教于法甲球队雷恩。
热内西奥出生于里昂。1985年至1995年期间，他在里昂效力，一共替球隊出場171次，还曾在1993-94赛季被租借至尼斯。
1995年，熱內西奧加盟法甲球隊马蒂格。在这期间，他为俱乐部出場27次，在1996年5月18日主场2-1战胜甘冈的比赛中，他打入一球。这场比赛也是他球員职业生涯中最后一场职业比赛。